# Regne de Portugal
El Regne de Portugal fou un estat situat a l'oest de la península Ibèrica entre els segles XII i xx, moment en el qual es convertí en la Primera República de Portugal mitjançant la revolució del 5 d'octubre de 1910.

## Orígens
L'any 868 es constituí el Primer Comtat de Portugal, el qual romangué fins al 1071 amb la capital a la ciutat de Porto sota la dinastia de Vímara Peres, com un feu del Regne d'Astúries. Posteriorment, l'any 1093 la dinastia Borgonya aconseguí prendre el poder del Segon Comtat de Portugal, en aquest període sota influència del Regne de Castella. El 1139 el comte Alfons I aconseguí proclamar-se rei de Portugal i independitzar-se de Castella, la qual reconegué el 1143.
El 1179 el papa Alexandre III, a través de la butlla Manifestus Probatum, reconegué Portugal com a país independent i com a vassall de l'Església Catòlica.

## Dinastia Borgonya
L'ascens al poder d'Alfons I de Portugal el 1128 i la seva coronació com a rei el 1139 comportà l'inici de la Reconquesta dels territoris ocupats pels musulmans, ocupant Santarém el 1148, Lisboa el 1147, Alcácer do Sal el 1158 i Évora el 1165. Sanç I aconseguí ocupar el 1189 la ciutat de Silves, capital de l'Algarve, i entaulà una guerra amb Alfons IX de Lleó que finalitzà amb una treva i amb la repoblació de grans zones de l'interior del país.
Alfons II de Portugal continuà les disputes amb el Regne de Lleó però s'uní l'any 1212 amb els Regnes de Navarra i Castella, la Corona d'Aragó i diverses ordes militars per guanyar la batalla de Las Navas de Tolosa. Les disputes internes amb els seus germans i amb el mateix Alfons IX de Lleó comportà la seva excomunicació per part del papa Honori III, mantenint-se el país en interdicte fins a la mort del rei el 1223.
Sanç II aconseguí firmar la pau amb Lleó i derrotà els musulmans a l'Alentejo, i el seu germà Alfons III firmà la pau amb la Corona de Castella gràcies al seu matrimoni amb Beatriu de Castella i va aconseguir mantenir l'Algarve sota poder portuguès.

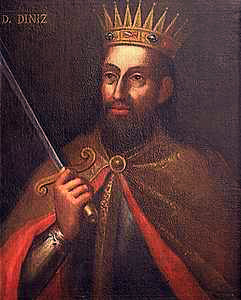
Imatge de Dionís I de Portugal.

El regnat de Dionís I fou un període de pau ininterromput. La seva legitimitat va ser disputada pel seu germà Alfons, i va tenir lloc una breu guerra civil. Les hostilitats entre Portugal i la Corona de Castella van finalitzar el 1297 a través d'un tractat d'aliança, assegurat a través del matrimoni entre la seva filla Constança de Portugal i Ferran IV de Castella, alhora que el fill de Dionís i futur Alfons IV es casà amb Beatriu de Castella. Una nova guerra civil, però, entre rei i hereu, aconseguint la finalització de les disputes el 1293 gràcies a la mediació d'Elisabet de Portugal.
Pere I aconseguí reforçar el poder central del govern, eliminant la jurisdicció de l'aristocràcia i el clergat. El fill d'aquest, Ferran I, fou un rei débil però summament ambiciòs. Així, l'any 1369 reclamà el tron de la Corona de Castella a la mort de Pere I de Castella com a descedent legítim per part materna de Sanç IV de Castella. Els seus contendents, Pere el Cerimoniós, Carles II de Navarra i Joan de Gant, el qual estava casat amb Constança de Castella, única filla de Pere I. Finalment però, l'escollit per ocupar el tron castellà fou Enric de Trastàmara, germà bastard de Pere I i que fou confirmat pel papa Gregori XI. Al morir Ferran I sense fills mascles la seva filla Beatriu de Portugal fou nomenada hereva del país i reina de iure, però el seu anterior casament amb Joan I de Castella provocà una insurrecció interna de la noblesa, que veié perillar la independència del seu país, en favor de Joan d'Avís, germà bastard de Ferran I.

## Dinastia Avís

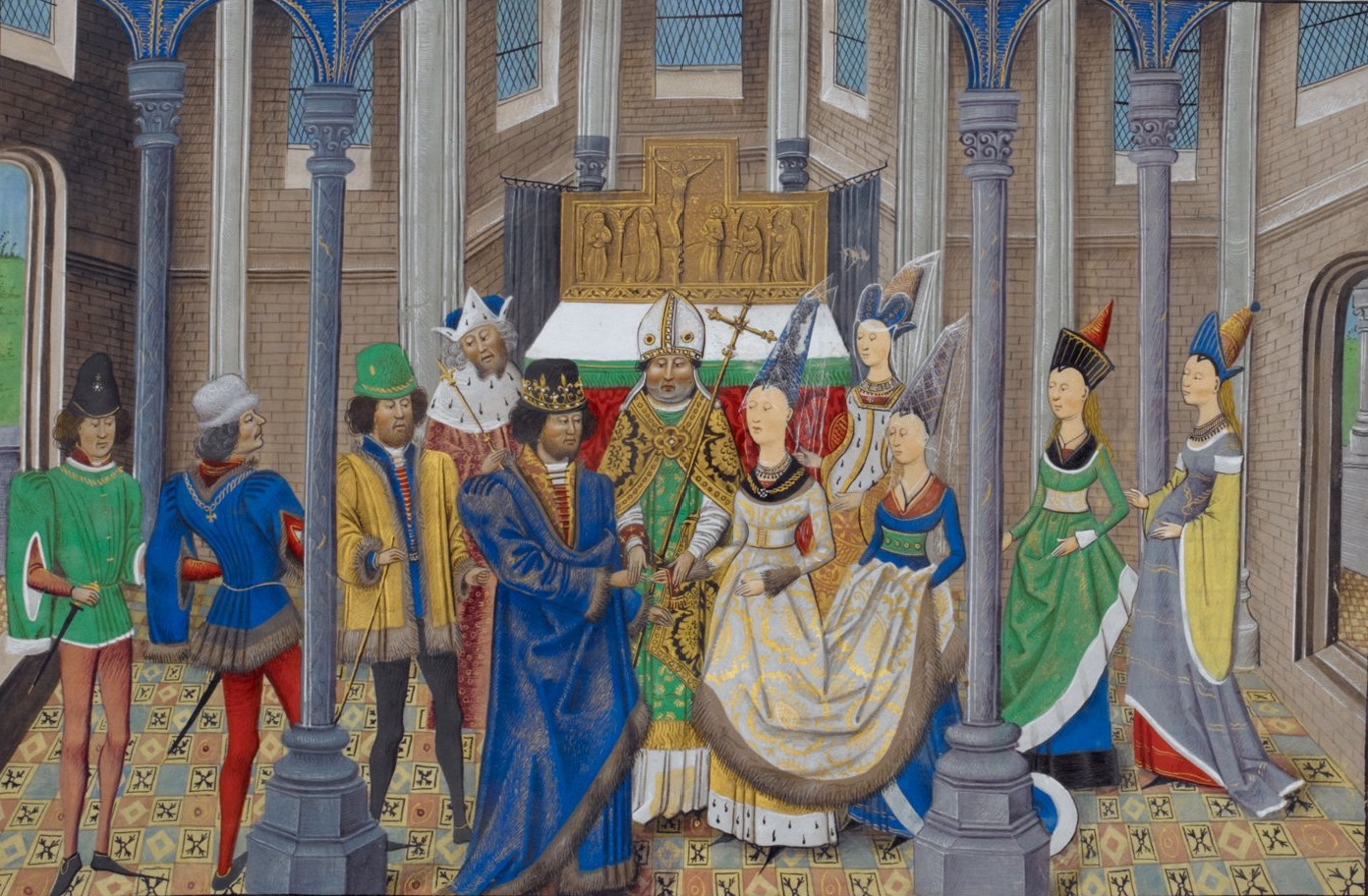
Imatge del casament entre Joan I i Felipa de Lancaster l'any 1387.

L'ascens de Joan d'Avís a la corona del Regne de Portugal comportà l'entronització de la dinastia Avís. En prendre possessió del regne hagué de fer front a la invasió de Joan I de Castella, que invocà el dret legítim de la seva esposa Beatriu de Portugal, el qual derrotà en la batalla d'Aljubarrota el 1385. Durant el seu regnat s'inicià l'expansió portuguesa gràcies a la conquesta de Ceuta el 1415 i de les expedicions de notables mariners com Enric el Navegant, Vasco da Gama o Pedro Álvares Cabral la dominació portuguesa es feu efectiva sobre territoris com Brasil, Angola, Moçambic, diverses ciutats de l'Índia, Macau o Timor.
Alfons V centrà la seva atenció expansiva al nord d'Àfrica i en les expedicions d'exploració de l'oceà Atlàntic. El 1475 va intentar interfererir en la política castella després de la mort d'Enric IV de Castella i les aspirancions de la germana d'aquesta Isabel I i de Joana la Beltraneja, neboda del rei portuguès. Aquell any es casà amb Joana i es proclamà rei de Castella i Lleó, però finalment fou derrotat en la batalla de Toro el 1476 pel seu cosí Ferran II d'Aragó, espòs d'Isabel I.
Durant el regnat de Joan II de Portugal se signà el Tractat de Tordesillas l'any 1494, que volgué delimitar les zones de conquesta del Nou Món. Així mateix establí llaços matrimonials amb els Reis Catòlics, casant al seu fill i hereu Alfons de Portugal amb Isabel d'Aragó, cosa que provocaria que la possible mort de l'infant Joan d'Aragó permetés a Alfons de Portugal reclamar els drets dinàstics de Castella i Aragó i unir aquests territoris a Portugal. Els Reis Catòlics intentaren anul·lar el matrimoni però fou en va, tot i que la mort prematura d'Alfons el 1491 els salvà la partida. La mort de Joan II de Portugal sense fill mascle comportà que fos succeït pel seu cosí i cunyat Manuel de Viseu, el qual s'havia amb Isabel d'Aragó a l'enviudar aquesta. El naixement de Miquel da Paz, que fou nomenat en néixer príncep d'Astúries, fou vist pels Reis Catòlics com l'intent de poder unificar les tres corones sota una mateix règim, però la mort d'aquest el 1500 truncà les aspiracions d'unificació. En segones núpcies es casà amb una altra filla dels Reis Catòlics, Maria d'Aragó, amb la qual tingué els futurs hereus de la corona de Portugal.
Joan III de Portugal regnà com un rei fervorosament catòlic, introduint al país la Companyia de Jesús (1534) i la Inquisició (1536). Continuà amb la política expansionista portuguesa, però aquesta sofrí els atacs dels pirates i dels francesosa l'oceà Atlàntic i l'Imperi Otomà a l'Índia, arribant però les ambaixades portugueses fins a llocs tant remots com la Xina o el Japó. La mort dels seus diversos prínceps hereus, i especialment de Joan de Portugal, comportà que fos succeït pel seu net Sebastià I, fill de l'anterior. Sebastià I fou un rei molt dèbil i fràgil, i el seu ascens a la corona amb tan sols 3 anys comportà la regència inicialment de la seva mare Caterina d'Habsburg i posteriorment del seu oncle Enric el Cardenal.

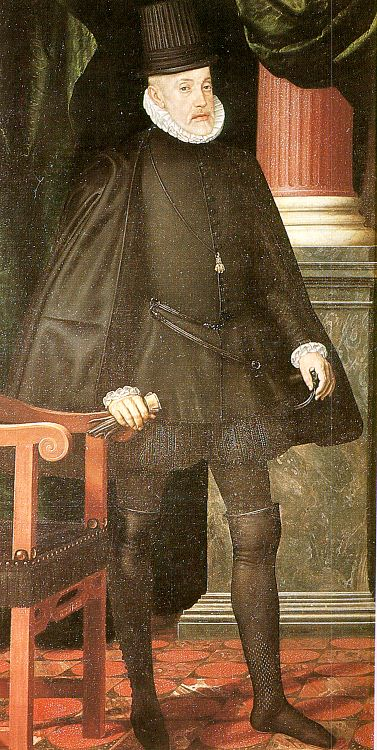
Imatge de Felip II de Castella.

## Unió amb els Habsburgs espanyols
La mort sense descedència d'Enric I de Portugal a la batalla d'Alcazarquivir l'any 1580 provocà un buit de poder a la corona portuguesa, un fet que aprofità Felip II de Castella per reclamar els seus drets dinàstics com a fill d'Isabel de Portugal i net de Manuel I de Portugal. L'enviament de les tropes espanyoles al territori portuguès liderades pel duc d'Alba feu desistir el pretendent Antoni I d'ocupar el tron. La unió de l'Imperi Portuguès i l'imperi Espanyol comportà la creació d'un dels imperis més grans del planeta, denominat en temps de Felip II de Castella "'L'imperi en el qual no es ponia el sol".
Aquesta unió continuà sota els regnats de Felip III de Castella (Felip II de Portugal) i Felip IV (Felip III de Portugal), el qual hagué de fer front a la revolta del duc Joan II de Bragança aprofitant la Guerra dels Segadors iniciada a Catalunya l'any 1640. Joan de Bragança, amb l'ajuda del Cardenal Richelieu, aconseguí el tron portuguès amb el nom de Joan IV de Portugal gràcies a les seves victòries en les batalles d'Elvas i Villaviciosa, i que finalment fou ratificada amb la signatura del Tractat de Lisboa de 1668.

## Dinastia Bragança

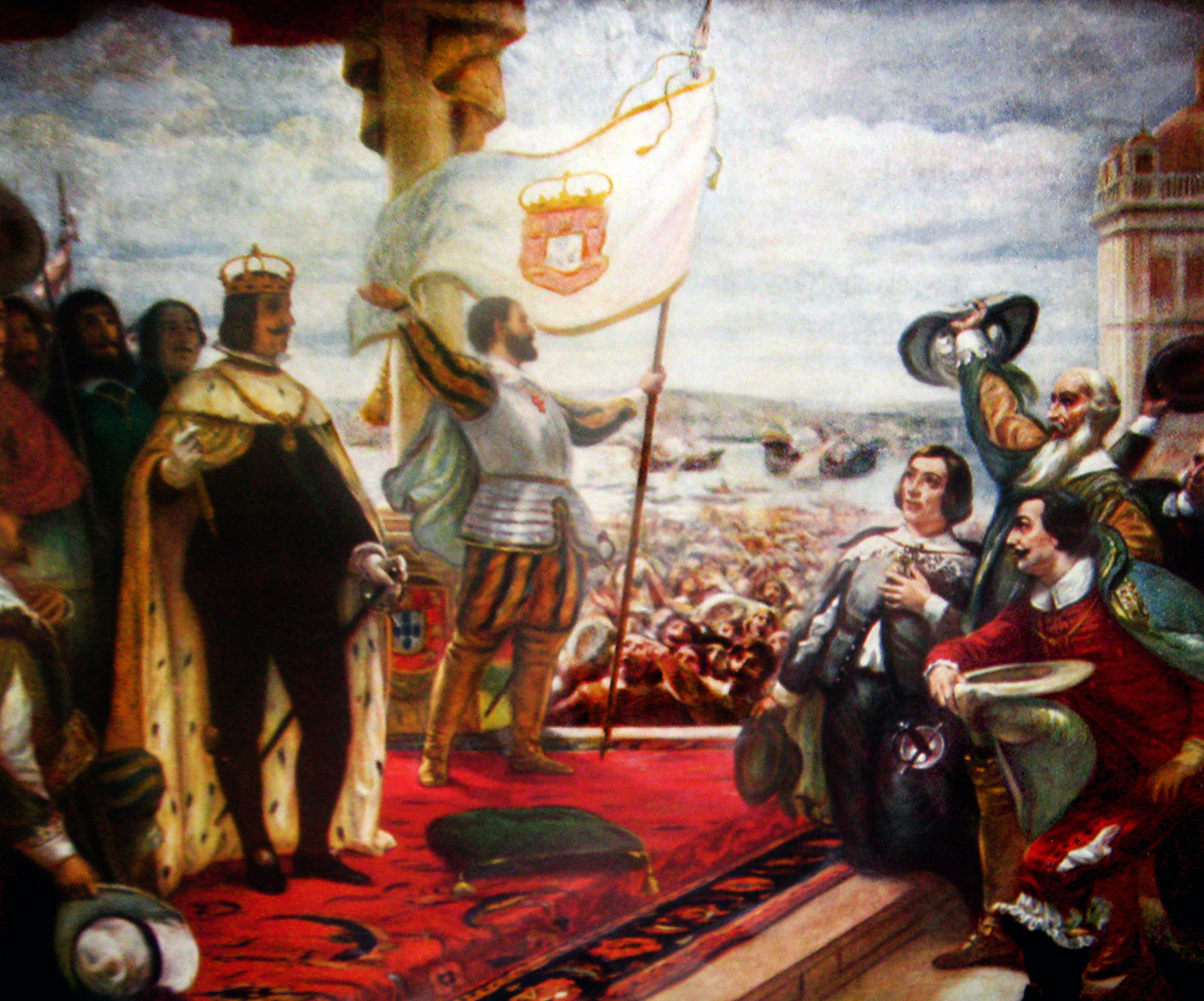
Proclamació de Joan IV com a rei de Portugal.

Amb l'ascens al tron portuguès de Joan IV de Portugal el 1640 la Dinastia Bragança prengué el poder i aconseguí la independència definitiva de la corona espanyola, gràcies a la impossibilitat de l'exèrcit espanyol de plantar cara a tots els fronts oberts: Guerra dels Trenta Anys, Guerra dels Segadors i les diverses revoltes a Portugal, Sicília i Nàpols.
El nou rei establí una aliança amb el Regne d'Anglaterra, acordant el casament de la seva filla Caterina de Bragança amb Carles II d'Anglaterra. Amb la realització d'aquest pacte Portugal va cedir les possessions de Tànger i Bombai a Anglaterra, alhora que va aconseguir recuperar, gràcies a l'ajuda anglesa, els territoris de Luanda, São Tomé i Príncipe i Brasil, que en aquells moments havien estat ocupats per les Províncies Unides. La pèrdua de Malaca i Ceilan davant els holandesos comportà que l'or, el sucre i els diamants del Brasil es convertissin en la principal font d'ingresos del país.
El 1667 Pere II assolí el poder com a regent, desbancant el seu germà Alfons VI de les cotes màximes de poder, i accedí finalment el 1683 a la corona. Joan V s'integrà dins de la Gran Aliança i després del Terratrèmol de Lisboa de 1755 el rei Josep I modernitzà el país gràcies a l'obra política de Sebastião de Carvalho, marquès de Pombal i impulsà l'absolutisme al país. L'intent d'assassinat del rei va ser aprofitat pel marquès de Pombal per iniciar una campanya de càstig contra les famílies reticents a les seves propostes de canvi i contra la Companyia de Jesús, que fou finalment expulsada de Portugal amb l'aquiescència del Vaticà.
El 1779, a la mort de Josep I, accedí al tron la seva filla Maria I, que regnà juntament amb el seu marit Pere III. La destitució del marquès de Pombal fou ben vista entre la població, però l'imperi anà decaiguent a poc a poc tot i entrar a formar part del Bloqueig Continental al costat d'Anglaterra per fer front a Napoleó Bonaparte. Així, durant les Guerres Napoleòniques, el declivi continuà i l'ocupació de la península Ibèrica per part de Napoleó provocà la fugida de la família reial a la ciutat de Rio de Janeiro el 1808, i la posterior pèrdua del Brasil el 1822.

## Crisi delseglexix

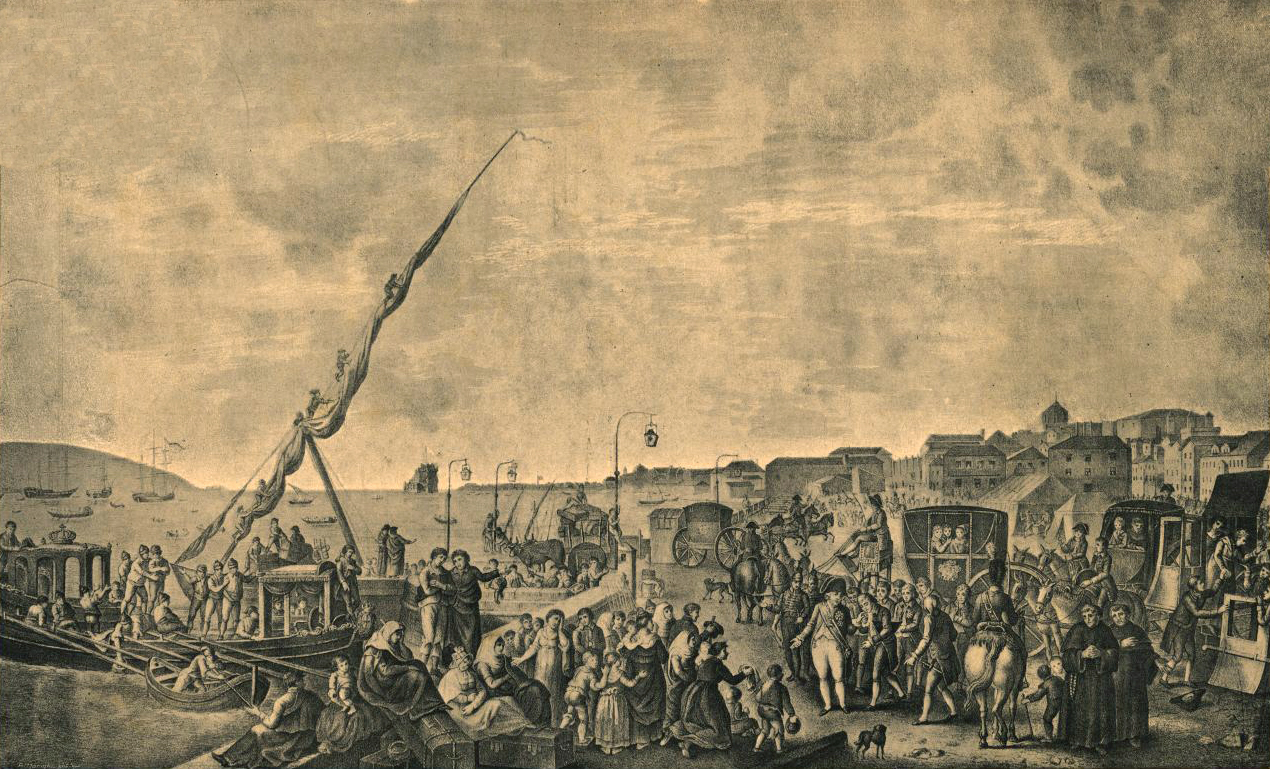
Fugida de Joan VI i la seva família des del port de Belém vers el Brasil.

La negativa de Portugal de trencar els seus vincles de relació amb el Regne de la Gran Bretanya i Irlanda provocà la invasió del país per part de les tropes de Napoleó Bonaparte, les quals van ocupar Lisboa l'1 de desembre de 1807. L'ajuda britànica aconseguí retornà la independència en la Guerra del Francès, sent expulsades les últimes tropes franceses el 1812. La fugida de la família reial durant la guerra a Rio de Janeiro va provocar que aquesta ciutat brasilera esdevingués la capital del regne entre 1808 i 1821.
Les insurreccions de les ciutats de Porto i Lisboa el 1820 provocà el retorn de Joan VI a Europa, restant però el seu príncep hereu a Brasil, sent el primer rei a acceptar una constitució. El 7 de desembre de 1822 Pere I de Brasil, fill de Joan VI, proclamà la independència de Brasil, i liderà posteriorment una revolta contra el seu pare per prendre el poder a Portugal. El 1826, a la mort del seu pare, reclamà els seus drets dinàstics de la corona de Portugal, però fou obligat a renunciar-hi al cap de set dies en favor de la seva filla Maria II. Amb la condició que aquesta es casés, quan tingués l'edat correcte, amb Miquel de Bragança (enllaç però que no es dugué a terme). El descontentament entre la població feu que el 1828 Miquel de Bragança aconseguís el poder amb el nom de Miquel I, durant el seu regnat tan sols 7 anys, per retornar posteriorment a Maria II.

## Dinastia Bragança-Wettin

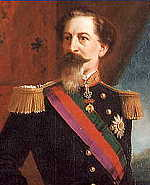
Ferran II de Portugal, iniciador de la dinastia Bragança-Wettin.

El casament l'any 1836 de Maria II amb Ferran de Saxònia-Coburg Gotha provocà l'entronització de la dinastia Bragança-Wettin al tron de Portugal. Nomenat rei el 1837, a la mort de la seva esposa continuà amb el poder i com a regent del seu fill Pere V de Portugal.
Després d'una crisi política entre 1868 i 1872, que coincidí amb el Sexenni Democràtic ocorregut a Espanya, el sistema polític va recuperar la seva estabilitat, i va iniciar la rotació dels principals partits polítics: el Partit Regenerador (conservador) i el Partit Progressista.
L'any 1908 el rei Carles I i el seu príncep hereu Lluís Felip de Bragança foren assassinats a la ciutat de Lisboa, esdevenint rei Manuel II. Aquest va acusar al Primer Ministre de Portugal João Ferreira Franco Pinto Castelo-Branco, el qual havia governat de forma dictatorial durant els últims anys, com a responsable de l'assassinat, per la qual cosa fou destituït pel nou rei. La Revolució de 1910 comportà la proclamació de la República de Portugal i l'exili del rei al Regne Unit.